# SeaSat
Il SeaSat, a volte indicato anche come Seasat 1 o Seasat-A, è un satellite NASA non più attivo. Lanciato nel 1978, il SeaSat è stato il primo satellite appositamente progettato per il telerilevamento degli oceani terrestri, per effettuare il quale era dotato del primo radar ad apertura sintetica (SAR) mai inviato nello spazio.

## Missione
La missione del SeaSat era quella di dimostrare la possibilità di monitorare i fenomeni oceanografici attraverso una rete di satelliti e di aiutare a determinare i requisiti che un sistema operativo di telerilevamento degli oceani dovesse avere. Gli obbiettivi specifici erano quelli di raccogliere dati sui venti presenti sulla superficie marina, sulla temperatura di tale superficie, sull'altezza delle onde, sulla topografia oceanica e su quella della banchisa e sull'acqua atmosferica.

## Strumentazione
Al fine di raggiungere i sopraelencati obbiettivi, il SeaSat, che arrivava al peso di 1.800,0 kg, era stato dotato dei seguenti strumenti scientifici:
- Un altimetro radar per misurare l'altezza del satellite al di sopra della superficie oceanica;
- Un diffusometro (o scatterometro) a microonde per misurare la velocità del vento e la sua direzione;
- Un radiometro multicanale a microonde per misurare la temperatura della superficie marina;
- Un radiometro che operava nel visibile e nell'infrarosso per identificare le nuvole e lr formazioni geografiche sia sulla terraferma che nel fondale oceanico;
- Un radar ad apertura sintetica (SAR) che lavorava sulla banda L e con polarizzazione HH, per il monitoraggio globale delle onde sulla superficie marina e delle condizioni della banchisa polare.

## Lancio e operatività
Il SeaSat è stato lanciato il 28 giugno 1978 dal complesso di lancio 3 della Base aerea Vandenberg grazie ad un razzo Atlas E/F ed è stato poi posto in un'orbita geocentrica quasi polare ad una quota di circa 800 km. Il SeaSat ha operato per 106 giorni, il 10 ottobre 1978, infatti, un massivo corto circuito del sistema elettrico del satellite ha reso impossibile mantenere i contatti con il SeaSat.
Molti componenti delle successive missioni di telerilevamento sono stati basati sull'esperienza del SeaSat. Tra questi si possono annoverare i radar che hanno volato su diverse missioni dello Space Shuttle, gli altimetri presenti su satelliti come il TOPEX/Poseidon e i diffusometri montati su satelliti come l'NSCAT, il QuikSCAT e il Jason 1.

## Dati del SAR rilasciati nel 2013
In occasione del trentacinquesimo anno dal lancio del SeaSat,  l'Alaska Satellite Facility ha rilasciato i dati raccolti dal SAR del SeaSat nuovamente digitalizzati. Fino a questo rilascio, i dati raccolti dal SAR erano rimasti archiviati su nastro magnetico, mentre le immagini erano disponibili solo su pellicola, e nessuno dei due supporti consentiva l'analisi quantitativa possibile con i nuovi metodi di archiviazione digitale. A partire dal 2012, l'Agenzia Spaziale Europea, nell'ambito del programma di conservazione dei dati delle missioni "storiche" di una certa rilevanza (LTDP - Long Term Data Preservation Program), si è occupata di recuperare e inventariare i dati di SeaSat che erano stati acquisiti durante la vita operativa della missione. Il recupero dei dati e della relativa documentazione è stato effettuato con lo scopo di ricreare una catena di processamento e di rendere disponibili le immagini online.

## Teorie cospirative
Il SeaSat era capace di rilevare le scie dei sottomarini in fase di immersione, una capacità, questa, che non era stata anticipata prima del lancio del satellite. Quando ciò si venne a sapere, nacque la teoria cospirativa secondo la quale il SeaSat era stato intenzionalmente spento quando era stata scoperta questa sua capacità, mascherando il tutto con la scusa del guasto all'impianto elettrico.